# Алопа
Алопа (грч. Ἀλόπη) је у грчкој митологији била кћерка елеусинског краља Керкиона.

## Етимологија
Њено име значи „препредена као вештица“.

## Митологија
Била је изузетна лепотица и у њу се заљубио Посејдон. Она је прихватила његову љубав и зачела са њим, али је то морала да крије од свог оца. Родила је сина у потаји, увила га у скупоцени повој и оставила у шуми. Малишана је хранила једна кобила, све док га нису пронашли пастири. Један је желео да одгаји дете, али је други желео да задржи скупоцени повој. Настао је спор око тога и убрзо су се нашли пред краљем са жељом да га он реши. Керкион је према повоју схватио да је то син његове кћерке и расрђен, наредио је да је зазидају, а да дете поново оставе у шуми. У шуми је кобила поново хранила дете све док га није пронашао пастир који га је усвојио и дао му име Хипотонт („онај кога је отхранила кобила“). Када је Алопа умрла, Посејдон ју је претворио у извор назван по њој. Такође, верује се и да је град Алопа у Тесалији добио назив по њој. Паусанија је извештавао да је постојао споменик Алопи на путу од Елеусине до Мегаре на месту где се веровало да ју је отац убио.

## Тумачење
Овај мит садржи добро познати заплет, али је неуобичајено да је Хипотонт два пута остављан и што је први пут међу пастирима настао расцеп. Овај детаљ указује на погрешно тумачење призора са иконе, на којој су пастири који су нашли краљевске близанце. Алопа је Месечева Богиња у виду лисице, која је била и амблем Месеније. Митограф се
вероватно преварио када је описао да је дете било увијено у њене хаљине, већ су то вероватно биле пелене у које је био уткан породични знак.